# Carnac
Carnac  (Karnag na bretonskom) je naseljeno mesto na južnoj obali francuske regije Bretanja, u departmanu Morbijan. Stanovnici Carnaca se nazivaju Carnacois („Karnakoji”). 
Carnac se nalazi između srednjovjekovnog naselja Vannesa i obalnog odmarališta Quiberona. Podijeljen je na dva središta, Carnac-Ville (naselje) i Carnac-Plage (plaža). Carnac je najslavniji po neolitičkim megalitima, najopsežnijom kolekcijom neolitičkih spomenika na svijetu, ali i po svojim plažama koje su popularna turistička izletišta. Sve u svemu, ovdje se nalazi pet plaža od kojih su najposjećenije la Grande Plage i istočno od nje, Plage Men Dû i Beaumer.

## Povijest i znamenitosti
Tijekom neolitika dolazi do pojave takozvanih megalitskih civilizacija, čije tragove danas uglavnom pronalazimo u raznoraznim kamenim spomenicima. Najtipičniji primer tih spomenika su menhiri ova reč dolazi iz Keltskog jezika a znači uspravni kamen. Menhiri su pojedinačni monoliti obično izduženog oblika i postavljeni su u zemlju. Obično se nalaze u izdvojenim položajima ili rjeđe u redovima ili krugovima. Postoje raznorazne nedoumice vezane za ove megalitske kamene krugove. Veruje se da su to primitivna svetišta, sabirna mjesta, astronomski observatoriji ili primitivni hramovi. Spomenike te vrste možemo pronaći uglavnom u Skandinaviji, Francuskoj i Britaniji. Najpoznatiji spomenik te vrste svakako je Stonehenge u Engleskoj, ali ako govorimo o impresivnosti i veličini to je svakako Carnac u Francuskoj.
U Carnacu se nalazi više od 10.000 ovih megalita koje su podigli pred-Keltski stanovnici Bretanje. 
Glavni megaliti u Carnacu organizirani su u tri skupine poznate kao Menec, Karmario i Kerlescan. Na prvom od ta tri nalazišta je 1099 menhira koji se nalaze u 11 redova ukupne dužine od 1000 metara. Na drugom nalazištu je 1029 menhira koji se nalaze u 10 redova ukupne dužine veće od jednog kilometra. Na trećem nalazištu nalazi se 594 menhira koji se nalaze u 13 redova i ukupne dužine od 900 metara. Prema lokalnom vjerovanju, objašnjenje za njihovo savršeno nizanje je kako je riječ o rimska rimskoj legiji koju je okamenio papa Kornelije. U blizini je i veliki kameno-zemljani grobni humak Saint-Michel s grobnom komorom i kamenom škrinjom. Rimljani su kasnije uklesali imena svojih božanstava u kamenje, a kada je došlo kršćanstvo, tako su na megalite uklesani i križevi.
Uglavnom, podignuta su od oko 4.500 pr. Kr. do 2000. pr. Kr., ali je točno datiranje teško jer je vrlo malo nalaza pronađeno oko njih. Vjeruje se kako je vrhunac njihovog postavljanja bio oko 3.300 pr. Kr. Prosječna težina kamenja je od jedne do dvije tone. Nažalost, većina onoga što danas vidimo su samo ostaci. Postoje različita tumačenja načina na koji je kamenje prevoženo.
Mišljenja oko svrhe kamenja su podijeljena, naime neki veruju da su ruševine druidskog porijekla i da predstavljaju način obožavanja predaka. Drugi pak ovom megalitskom spomeniku pridaju astronomski značaj. 
God. 1864. istočna luka La Trinité-sur-Mer se odvojila od župe Carnac-ville, a 1903. je na starim solanama izgrađeno ljetovalište koj je 1950-ih postalo Carnac-plage. Poslije drugog svjetskog rata Carnac je postao popularno ljetovalište za turiste koji su željeli promjenu od popularne Azurne obale.

## Galerija slika
- Carnac Ville
- Menhiri linije Kermario
- Menhiri linije Menec
- Tumul Saint-Michel
- Zaljev Quiberon s plaže u Carnacu

## Vanjske poveznice
- Izvor podataka: Insee (fr.)
- Mape i satelitski snimci:
  - Google maps (engl.)
  - MSN-ov atlas svijeta

|  | Portal Francuske – Pristup člancima s tematikom o Francuskoj. |